# 敦賀湾－伊勢湾構造線
敦賀湾-伊勢湾構造線（つるがわんいせわんこうぞうせん、Tsurugawan-Isewan Tectonic Line：TITL）は、敦賀湾から伊勢湾に至る全長約185kmの地体構造の境界線である。

## 概要
この構造線は中部マイクロプレートと近畿マイクロプレートの境界で、岡山俊雄（1956）によって注目された。北部から、甲楽城断層、柳ケ瀬断層、関ケ原断層、養老断層、伊勢湾断層などの活断層群で構成されている。全体として左横ずれ様式を有し約150kmが活断層である。
第四紀の日本列島形成の地殻運動では折れ曲がりを起こした場所のひとつであり、西南日本の特異な地殻変動区とした近畿三角帯の北東辺に該当することから、近畿地方の地質構造発達史上重要な意味をもつ断層帯と考えられている。

## この線上で発生した著名な地震
- 1586年 天正地震 正確な震源とマグニチュードは不明
- 1909年 姉川地震 M6.8
- 1945年 三河地震 M6.8